# Balanda kara
Balanda kara är en insektsart som beskrevs av Irena Dworakowska 1979. Balanda kara ingår i släktet Balanda och familjen dvärgstritar.
Artens utbredningsområde är Vietnam. Inga underarter finns listade i Catalogue of Life.